# Storträsket (sjö i Pargas, Egentliga Finland)
Storträsket är en sjö i kommunen Pargas i landskapet Egentliga Finland i Finland. Arean är 21 hektar och strandlinjen är 2,7 kilometer lång.  Den  ingår i Norra Skärgårdshavets avrinningsområde.  Sjön ligger omkring 38 kilometer sydväst om Åbo och omkring 170 kilometer väster om Helsingfors. 
Sydväst om Storträsket ligger Storskogen. 